# Huancavelica: Amaru, Paraíso de Orquídeas
Huancavelica: Amaru, Paraíso de Orquídeas (Orchid's Paradise) es un libro publicado el 2014 por el biólogo, taxónomo y especialista de orquídeas Benjamín Collantes Meza. El autor busca revalorar e investigar el área de conservación regional Bosque Nublado Amaru-Huachocolpa-Chihuana, ubicado en el distrito de Huachocolpa, provincia de Tayacaja, Huancavelica, Perú. Un lugar donde crece diversas variedades de especies de orquídeas.

## Argumento
El Bosque Nublado Amaru se encuentra ubicado en el distrito de Huachocolpa, Tayacaja, Huancavelica, donde alberga una cantidad considerada de especies endémicas de orquídeas. La publicación del libro contiene información respecto a las especies descubiertas con más de 300 fotografías de orquídeas. Esta investigación y los registros hallados se consideran un aporte para la ciencia, el país y la región.

### Orquídeas
El biólogo Benjamín Collantes Meza, investigador del Bosque Nublado Amaru, en su libro publicado registró a 205 especies de orquídeas, 18 fueron nuevas para la ciencia, donde destaca la orquídea más alta del mundo con 13 metros llamada Sobralia altísima y la orquídea con los colores de la bandera peruana Maxillaria pyhalae. Después de haber realizado estos descubrimientos botánicos situó al departamento de Huancavelica como una zona con mayor cantidad de endemismos de orquídeas del Perú.

### Expedición
La primera expedición hacia el bosque nublado Amaru se realizó el 11 de febrero de 1999 hasta el año 2007, fecha que fue el punto de partida para la investigación e inicio del proceso de la redacción del libro. Los integrantes de la expedición fueron los biólogos Marco León y Benjamín Collantes, quien es el autor del libro; además de los ingenieros forestales Redén Suárez, Guissela Alegría y Franco Tueros.
Esta expedición fue liderada por biólogo c, quien obtuvo un reconocimiento mediante Resolución Ejecutiva Regional N° 449-2024/GOB.REG-HVCA/PR, por haber realizado la expedición e iniciado la investigación científica del Bosque Nublado Amaru, así como también por la publicación de su libro "Huancavelica: Amaru, Paraíso de Orquídeas".

### Segundo Libro:
Ha raíz de las investigaciones de orquídeas por el biólogo Benjamín Collantes en Bosque Nublado Amaru en Huancavelica y otras expediciones en Machu Picchu, el 2021, realizó la segunda publicación de su libro "Amaru: Paraíso de las Orquídeas", donde detalla a más de 300 especies halladas y registradas en el área de conservación regional Bosque Nublado Amaru.
La edición de este nuevo libro cuenta con el apoyo de científicos estudiosos además de Benjamín Collantes, al Ing. Luis Egoávil. Este nuevo libro contiene fotografías inéditas, macrofotografías y el descubriendo de nuevas especies de orquídeas.